# Magnolia striatifolia
Espèce
Statut de conservation UICN

 EN B1ab(iii,v) : En danger
Magnolia striatifolia est une espèce de plantes à fleurs de la famille des Magnoliacées. C'est un arbre originaire d'Amérique du Sud.

## Description
C'est un arbre.

## Répartition et habitat
Cette espèce est présente en Colombie et en Équateur. Elle vit dans la forêt tropicale humide entre 50 et 260 m d'altitude.